# Jaguar!
Jaguar! is een stalen achtbaan in het Amerikaanse pretpark Knott's Berry Farm, die gemaakt is door de achtbaanbouwer Zierer.
De achtbaan is van het type Tivoli en is geopend op 17 juni 1995. De achtbaan heeft een lengte van 793 meter en is 20 meter hoog. Het heeft verder twee liftheuvels die beide een bandenoptakeling hebben. De baan gaat onder andere langs de achtbaan Silver Bullet en door de looping van Montezooma's Revenge. Op de achtbaan rijden twee treinen, met elk vijftien karretjes. In een karretje kunnen twee mensen plaatsnemen.

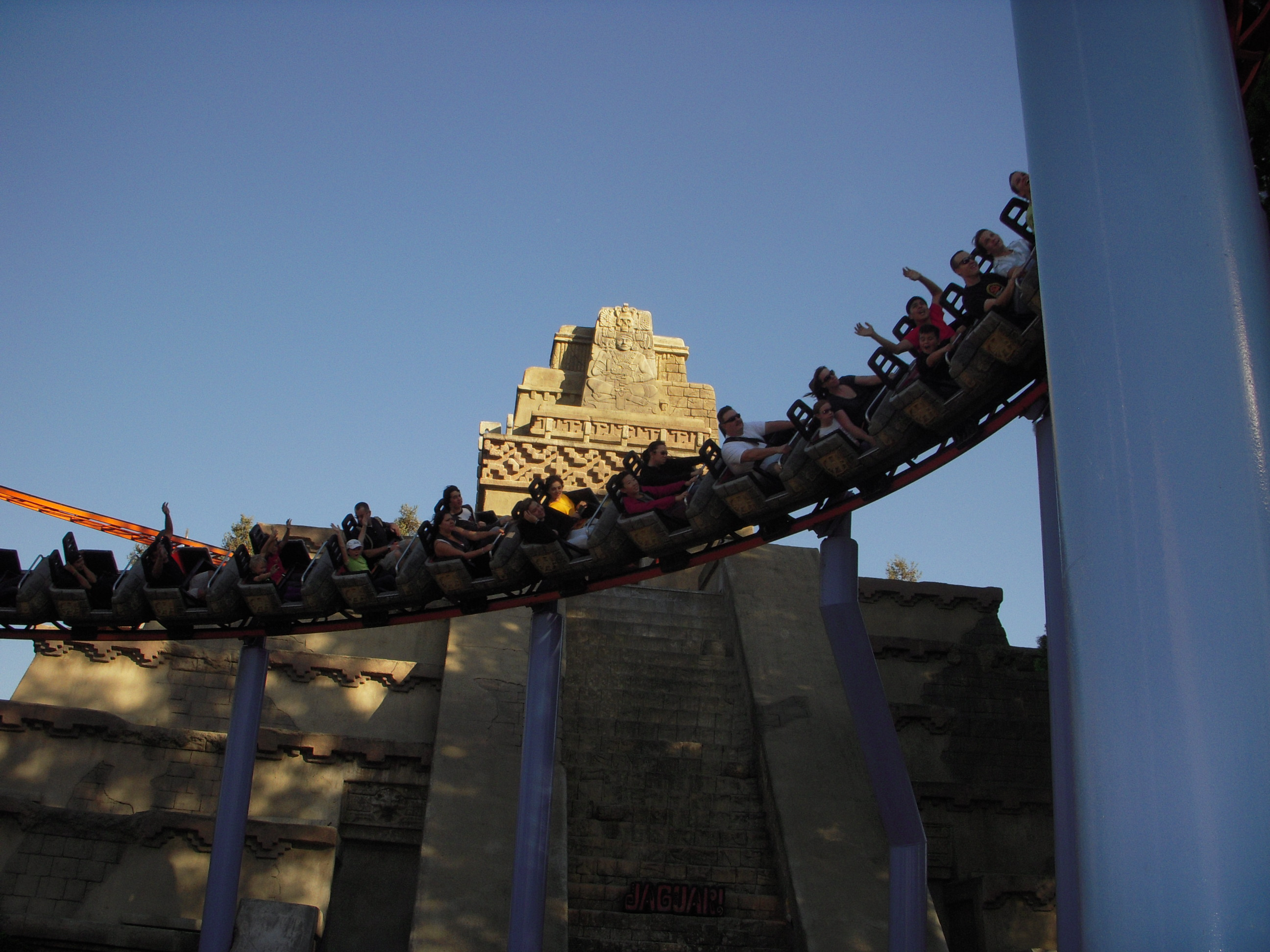